# 昆西计划
昆西计划，又称昆西方法（Quincy Method），是一种以儿童为中心的循序渐进的实验性教育方法，1875年由学校监督弗朗西斯·韋蘭德·帕克在美国马萨诸塞州昆西采用。帕克摒弃了传统的学校陈规的刻板形式，而围绕着一个核心来安排相互联系的科目，并强调社会化的活动和创造性的自我表现。课程设置包括野外考察旅行、艺术、音乐、手工、科学和体育，其目的在于发展每个儿童的个性。